# Butão nos Jogos Olímpicos de Verão de 2024
Butão participou dos Jogos Olímpicos de Verão de 2024, realizados em Paris, na França. Foi a 11.ª aparição consecutiva do país nos Jogos Olímpicos desde a estreia em Los Angeles 1984.
Foi representado por três atletas que competiram em um esporte cada um, mas nenhum conquistou medalhas.

## Competidores
Esta foi a participação por modalidade nesta edição:
| Esporte       | Masculino | Feminino | Total |
| ------------- | --------- | -------- | ----- |
| Atletismo     | 0         | 1        | 1     |
| Natação       | 1         | 0        | 1     |
| Tiro com arco | 1         | 0        | 1     |
| Total         | 2         | 1        | 3     |

## Desempenho

### Atletismo
Feminino
Eventos de estrada
| Atleta        | Evento   | Final   | Final | Ref.  |
| Atleta        | Evento   | Tempo   | Pos.  | Ref.  |
| ------------- | -------- | ------- | ----- | ----- |
| Kinzang Lhamo | Maratona | 3:52:59 | 80    | [ 5 ] |

### Natação
Masculino
| Atleta        | Evento      | Eliminatórias | Eliminatórias | Semifinal   | Semifinal   | Final       | Final       | Ref.  |
| Atleta        | Evento      | Tempo         | Pos.          | Tempo       | Pos.        | Tempo       | Pos.        | Ref.  |
| ------------- | ----------- | ------------- | ------------- | ----------- | ----------- | ----------- | ----------- | ----- |
| Sangay Tenzin | 100 m livre | 56.08         | 74            | Não avançou | Não avançou | Não avançou | Não avançou | [ 6 ] |

### Tiro com arco
Masculino
| Atleta    | Evento     | Ranqueamento | Ranqueamento | Fase de 64           | Fase de 32           | Oitavas              | Quartas              | Semifinal            | Final / DB           | Final / DB  | Ref.  |
| Atleta    | Evento     | Total        | Pos.         | Adversário Resultado | Adversário Resultado | Adversário Resultado | Adversário Resultado | Adversário Resultado | Adversário Resultado | Pos.        | Ref.  |
| --------- | ---------- | ------------ | ------------ | -------------------- | -------------------- | -------------------- | -------------------- | -------------------- | -------------------- | ----------- | ----- |
| Lam Dorji | Individual | 663          | 28           | ITA A Paoli D 3–7    | Não avançou          | Não avançou          | Não avançou          | Não avançou          | Não avançou          | Não avançou | [ 7 ] |